# فرودگاه ارهاچ
فرودگاه ارهاچ مالاتیا (به ترکی استانبولی: Erhaç Havalimanı) یک فرودگاه مسافری-نظامی است که در سال ۱۹۴۱ میلادی آغاز به کار کرده‌است.
این فرودگاه که ۳۴ کیلومتر با مرکز شهر فاصله دارد در مجموع در زمینی به مساحت ۸٫۵۹۰٫۸۹۰ مترمربع جای گرفته و از سال ۲۰۰۷ به صورت بین‌المللی درآمده است.

## شرکت‌های هوایی و مقاصد پروازی
| شرکت هوایی           | مقصد                 |
| -------------------- | -------------------- |
| اطلس جت              | استانبول             |
| گرمانیا ایرلاین      | دوسلدورف             |
| اُنور ایر             | استانبول             |
| پگاسوس               | استانبول-صبیحه گؤکچن |
| سان اکسپرس           | فرانکفورت، ازمیر     |
| ترکیش ایرلاینز       | استانبول             |
| آناتولی جت           | آنکارا               |
| ایکس ال ایرویز جرمنی | فرانکفورت            |